# Olaf Hübler
Olaf Hübler (* 5. März 1944) ist ein deutscher Wirtschaftswissenschaftler und emeritierter Professor am Institut für Empirische Wirtschaftsforschung der Universität Hannover.

## Leben
Er studierte Wirtschaftswissenschaften an der Freien Universität Berlin (1970 Diplom in Volkswirtschaftslehre). 1974 wurde er an der TU Berlin promoviert mit einer Dissertationsschrift zu Probleme der wirtschaftlichen Infrastruktur in Entwicklungsländern. Nach der Habilitation 1978 (Titel Regionale Sektorstrukturen – Verfahren zur Schätzung regionaler Input-Output-Beziehungen) lehrte er von 1982 bis 1999 als Professor für Ökonometrie und Statistik an der Universität Hannover. 1999 lehrte er als Visiting Professor an der University of Stirling, Schottland. Von 2000 bis 2011 war er Professor für empirische Wirtschaftsforschung und Ökonometrie an der Universität Hannover. 2011 trat er in den Ruhestand.
Seine Forschungsschwerpunkte sind angewandte Ökonometrie und Arbeitsökonomik (mit besonderem Interesse in Mikroökonometrie), geschlechterspezifische Lohnunterschiede, Gewinnbeteiligung, betriebliche Bündnisse und die Evaluation wirtschafts- und unternehmenspolitischer Programme. Ebenfalls forschte er zum Einsatz und zur Weiterentwicklung parametrischer, nichtparametrischer und semiparametrischer Verfahren für Paneldaten und qualitative Variablen.
Hübler hat seine Forschungsergebnisse u. a. in folgenden Fachzeitschriften publiziert: Advances in Statistical Analysis, Economics & Human Biology, Economics Letters, German Economic Review, Kyklos, Scottish Journal of Political Economy, Statistical Papers, The World Economy und im Journal for Labour Market Research.

## Schriften (Auswahl)
- Klassifizierung von Agglomerationseffekten. Hannover 1976.
- Schulbildung und personelle Einkommensverteilung. Einige statist.-oekonometr. Aspekte. Hannover 1979.
- Zur Messung von Diskriminierung auf dem Arbeitsmarkt. Erweiterte und überarbeitete Fassung eines Vortrags auf der Jahrestagung der Deutschen Statistischen Gesellschaft in Duisburg, 18.–22. September 1989. Hannover 1989.
- mit Georgi Tsertsvadze: Übungsbuch zur empirischen Wirtschaftsforschung. Aufgaben, Wiederholungsfragen, Ergänzungen und Lösungen. Oldenbourg, München 2007, ISBN 978-3-4865-8242-0.
- mit Joachim Frohn: Modern Econometric Analysis. Springer, 2008. ISBN 978-3642069222
- Einführung in die empirische Wirtschaftsforschung. Oldenbourg, München, 2005. ISBN 978-3486577471
- Ökonometrie. Fischer, Stuttgart/New York, 1989. ISBN 3-437-40215-3
- Arbeitsmarktpolitik und Beschäftigung - Ökonometrische Methoden und Modelle. Campus Verlag, 1982. ISBN 978-3593329888